# Opus Fundatum Latinitas
O Opus Fundatum Latinitas (em inglês Latinitas Foundation) foi uma fundação da Cúria Romana, criada em 1976 pelo Papa Paulo VI, para promover o estudo, utilização e difusão da língua latina, da literatura clássica e cristã e do latim medieval.
Foi suprimida pelo Papa Bento XVI em 10 de novembro de 2012 com o Motu Proprio Lingua Latina e através do mesmo erigiu a Pontifícia Academia de Latinidade.